# Anosia lotina
Anosia lotina är en fjärilsart som beskrevs av Hans Fruhstorfer 1904. Anosia lotina ingår i släktet Anosia och familjen praktfjärilar. Inga underarter finns listade i Catalogue of Life.